# Palpares speciosus
Palpares speciosus is een insect uit de familie van de mierenleeuwen (Myrmeleontidae). De soort komt voor in Zuid-Afrika.